# تشيستر ستار
تشيستر ستار (بالإنجليزية: Chester Starr)‏ هو مؤرخ أمريكي، ولد في 5 أكتوبر 1914 في سنتراليا في الولايات المتحدة، وتوفي في 22 سبتمبر 1999 في آن آربر في الولايات المتحدة.